# Mattia Camboni
Pour les articles homonymes, voir Camboni.
Mattia Camboni (né le 26 avril 1996 à Civitavecchia) est un spécialiste de planche à voile italien, classe RS:X.

## Carrière
Appartenant au club des Fiamme Azzurre (la police pénitentiaire), il détient un titre mondial Youth (cadet) et deux victoires lors des championnats du monde des moins de 21 ans. Il pratique auss la mountain bike et le tennis. Meilleur moins de 21 ans lors des Championnats du monde de planche à voile RS:X (17e du classement général), il a aussi terminé 9e du Test Event à Rio de Janeiro en août 2015. Il est en avril 2016, numéro 10 du classement ISAF.
Le 15 avril 2016, Mattia Camboni est sélectionné pour participer à la régate de RS:X des Jeux olympiques de 2016 à Rio de Janeiro. Il est médaillé de bronze des Championnats d'Europe de RS:X 2017 à Marseille.
Le 29 juin 2018, il remporte le titre lors des Jeux méditerranéens de 2018.
Le 25 août 2018, il remporte le titre européen, lors des Championnats d'Europe de RS:X à Sopot.
Il est médaillé d'argent des Championnats d'Europe de RS:X 2021 à Vilamoura.